# Ilikta
L'Ilikta (en russe : Иликта) est une rivière de Russie qui coule dans l'oblast d'Irkoutsk en Sibérie orientale. C'est un affluent de la Léna en rive gauche.

## Géographie
Le bassin versant de l'Ilikta a une superficie de 2 850 km2 (surface de taille un peu inférieure à celle du département français du Rhône).
Son débit moyen à l'embouchure est de 16,0 m3/s.
L'Ilikta prend naissance à la suite de l'union de ses deux branches-source : la Pravaïa Ilikta ou Ilikta droite et la Levaïa Ilikta ou Ilikta gauche. Cette dernière peut être considérée comme cours supérieur de la rivière. Elle prend sa source dans les contreforts occidentaux de la partie méridionale des Monts Baïkal. Son cours est orienté globalement vers le nord. Elle coule ainsi dans la région sud-est du plateau de la Léna, lui-même partie sud-orientale du grand plateau de Sibérie centrale. L'Ilikta finit par atteindre la Léna en rive gauche au niveau de la localité d'Ilikta.

## Hydrométrie - Les débits mensuels à Ilikta
Le débit de l'Ilikta a été observé pendant 12 ans (durant la période 1979-1990) à Ilikta, localité de l'oblast d'Irkoutsk peu avant sa confluence avec la Léna, à 568 mètres d'altitude.
À Ilikta, le débit annuel moyen ou module observé sur cette période a été de 16,07 m3/s pour une surface drainée de 2 850 km2, soit la presque totalité du bassin versant.
La lame d'eau écoulée dans le bassin versant de la rivière atteint ainsi le chiffre de 160 millimètres par an, ce qui peut être considéré comme assez élevé, et correspond aux valeurs généralement observées pour les cours d'eau de cette région.
L'Ilikta est un cours d'eau assez abondant. Il présente deux pics de crue et deux saisons.
Les crues se déroulent de début mai à fin septembre avec un maximum en mai correspondent au dégel et un autre en juillet correspondant à la mousson d'été venue du Pacifique (maximum de débit en mai avec une moyenne mensuelle de 36,74 m3/s). Au mois d'aôut, le débit de la rivière baisse lentement et se stabilise à un niveau assez élevé tout au long de l'été et du début de l'automne. En octobre et novembre, le débit baisse à nouveau, ce qui initie la saison des basses eaux qui a lieu de novembre à avril inclus. Durant ces six mois de saison hivernale cependant, la rivière conserve un débit assez consistant.
Le débit moyen mensuel observé en mars (minimum d'étiage) atteint 3,33 m3/s, soit près de 9 % du débit moyen du mois de mai (maximum de l'année), ce qui témoigne de l'amplitude assez modérée - dans le contexte sibérien - des variations saisonnières.
Sur la période d'observation de 12 ans, le débit mensuel minimal a été de 2,29 m3/s en février 1982, tandis que le débit mensuel maximal s'est élevé à 110 m3/s en juillet 1988.
En ne considérant que la période estivale, libre de glaces (de mai à septembre inclus), le débit mensuel minimal observé a été de 9,51 m3/s en septembre 1981.